# Halford III: Winter Songs
Halford III: Winter Songs — третий студийный альбом группы Halford — сольного проекта вокалиста Judas Priest Роба Хэлфорда, выпущенный 3 ноября 2009 года в США, 9 ноября в Европе и 13 ноября в Германии. Альбом был сочинён, аранжирован и записан в промежутке с 2008 по 2009 год. Большинство песен из него — метал-аранжировки старинных рождественских песен, однако есть и композиции, сочинённые Робом в соавторстве с продюсером/гитаристом Роем Зи.
По признанию самого Роба, он всегда хотел записать рождественский альбом. В интервью Exclaim! он сказал: «Да, многие удивились, что я записал рождественнский альбом, но этого и следовало ожидать. В сольном альбоме я хотел попробовать себя в новой, неожиданной ипостаси».
Единственный сингл с альбома — «Get Into the Spirit» — вышел 29 сентября 2009 года.

## Список композиций
| №   | Название                   | Автор(ы)                          | Длительность |
| --- | -------------------------- | --------------------------------- | ------------ |
| 1.  | «Get Into the Spirit»      | Роб Хэлфорд, Roy Z., Джон Басктер | 5:26         |
| 2.  | «We Three Kings»           | John Henry Hopkins Jr.            | 4:06         |
| 3.  | «O come, O come, Emmanuel» | John Mason Neale                  | 4:38         |
| 4.  | «Winter Song»              | Sara Bareilles, Ingrid Michaelson | 5:38         |
| 5.  | «What Child Is This?»      | William Chatterton Dix            | 4:27         |
| 6.  | «Christmas for Everyone»   | R. Halford, Roy Z.                | 3:06         |
| 7.  | «I Don't Care»             | R. Halford                        | 3:14         |
| 8.  | «Light of the World»       | R. Halford                        | 4:13         |
| 9.  | «O Holy Night»             | Adolphe Adam                      | 4:09         |
| 10. | «Come All Ye Faithful»     | John Francis Wade                 | 2:27         |

## Участники записи

### Halford[5]
- Роб Хэлфорд — вокал
- Бобби Джарзомбек — ударные
- Roy Z — гитара
- Майк Класяк — гитара
- Майк Дэвис — бас-гитара

### Приглашенные музыканты
- Эд Рот — клавишные

### Другое
- Roy Z — продюсер
- Джон Бакстер — исполнительный продюсер
- Марк Сассо — дизайн обложки и CD-издания

## Приём
| Оценки критиков     | Оценки критиков |
| Источник            | Оценка          |
| ------------------- | --------------- |
| AllMusic            | [ 6 ]           |
| Lords of Metal      | 77/100          |
| Metal Express Radio | 9/10            |
| Metal Obsession     | 7/10            |

Альбом был оценен в основном положительно и критиками, и фанатами. Рецензент Allmusic Кристофер Монгер, изначально принявший новость о выходе рождественского альбома от Роба Хэлфорда шуткой, остался приятно поражён работой, отметив, что рождественские песни, как и хэви-металлические, часто написаны в задумчивых минорных тонах, чем отлично воспользовался Роб.
Критик сайта Metal Obsession, радиоведущий Митч Бут дал альбому оценку 7/10, отметив, что «к счастью, альбом — не плод отсутствия нормальных идей и не попытка быстрого заработка на имени, и его на самом деле приятно слушать». Он подытожил обзор тем, что «даже если вы не поклонник рождественских песен, то вы, скорее всего, найдёте что-то интересное в альбоме».
Обозреватель радиостанции Metal Express Radio Дэн Скиба оценил альбом в 9/10 баллов, посоветовав его поклонникам метала как отличный рождественский подарок.

## Продажи
Альбом попал на 26 позицию чарта Top Heartseekers, успев продаться тиражом в 1,400 копий в течение первой недели.